# Nati nel 1728
| Questa pagina contiene informazioni ricavate automaticamente dalle voci biografiche con l'ausilio del template Bio e di un bot. L'aggiornamento è periodico e automatico e ricostruisce completamente la pagina. Se manca una persona in questa lista, sei pregato di non aggiungerla, ma accertati piuttosto che la sua voce biografica contenga il template Bio e che i dati anagrafici siano correttamente compilati. Se il template Bio manca, inseriscilo tu stesso o, in alternativa, metti l'avviso {{tmp\|Bio}} che ne segnala la mancanza. Se i dati riportati sono sbagliati, correggi direttamente la voce biografica; le modifiche saranno visibili in questa lista entro pochi giorni. Per chiarimenti vedi il progetto biografie. La lista contiene solo le 125 persone che sono citate nell'enciclopedia e per le quali è stato implementato correttamente il template Bio. Pagina aggiornata al 2 ago 2025. |

## Gennaio(9)
- 2 gennaio - Gesualdo Francesco Ferri, pittore italiano († 1799)
- 3 gennaio - Ludovico Barbiano di Belgiojoso, militare e diplomatico italiano († 1801)
- 3 gennaio - Johann Georg Büsch, statistico, educatore e attivista tedesco († 1800)
- 5 gennaio - Josef Starzer, compositore e violinista austriaco († 1787)
- 7 gennaio - Giovanni Gallini, ballerino, coreografo e produttore teatrale italiano († 1805)
- 9 gennaio - Thomas Warton, scrittore, poeta e storico inglese († 1790)
- 16 gennaio - Niccolò Piccinni, compositore italiano († 1800)
- 17 gennaio - Arnaldo Speroni degli Alvarotti, vescovo cattolico italiano († 1800)
- 26 gennaio - Godefroy de La Tour d'Auvergne, nobile francese († 1792)

## Febbraio(16)
- 5 febbraio - Francesco Longano, filosofo e saggista italiano († 1796)
- 7 febbraio - Geminiano Cozzi, imprenditore e ceramista italiano († 1798)
- 11 febbraio - Anton Bachschmidt, compositore e violinista tedesco († 1797)
- 11 febbraio - Carlo II Eugenio di Württemberg, nobile († 1793)
- 12 febbraio - Étienne-Louis Boullée, architetto e teorico dell'architettura francese († 1799)
- 13 febbraio - John Hunter, medico britannico († 1793)
- 17 febbraio - Jean Aufresne, attore teatrale e regista svizzero († 1804)
- 20 febbraio - Gregorio Alessandri, vescovo cattolico italiano († 1802)
- 21 febbraio - Pietro III di Russia, sovrano russo († 1762)
- 24 febbraio - Franz Joseph Aumann, compositore, presbitero e religioso austriaco († 1797)
- 25 febbraio - John Wood il Giovane, architetto britannico († 1782)
- 25 febbraio - Vittoria d'Assia-Rotenburg, principessa tedesca († 1792)
- 26 febbraio - Antoine Baumé, chimico, farmacista e inventore francese († 1804)
- 28 febbraio - William Bagot, I barone Bagot, politico inglese († 1798)
- 28 febbraio - Thomas Pelham, I conte di Chichester, politico inglese († 1805)
- 28 febbraio - Eleonora Maria Teresa di Savoia, nobile italiana († 1781)

## Marzo(10)
- 12 marzo - Anton Raphael Mengs, pittore, storico dell'arte e critico d'arte tedesco († 1779)
- 18 marzo - Kirill Grigor'evič Razumovskij, ufficiale russo († 1803)
- 19 marzo - Pieter-Jozef Verhaghen, pittore fiammingo († 1811)
- 20 marzo - Johann Georg Krünitz, enciclopedista tedesco († 1796)
- 20 marzo - Samuel-Auguste Tissot, medico svizzero († 1797)
- 21 marzo - Giuseppe Venceslao di Fürstenberg, principe († 1783)
- 22 marzo - Giacomo Insanguine, compositore e organista italiano († 1793)
- 23 marzo - Giorgio Teodoro Trivulzio, nobile e politico italiano († 1802)
- 25 marzo - Bartolomeo Ruspini, medico italiano († 1813)
- 28 marzo - Zübeyde Sultan, principessa ottomana († 1756)

## Aprile(7)
- 13 aprile - Paolo Frisi, matematico, astronomo e presbitero italiano († 1784)
- 15 aprile - Giovanni Alessandro Brambilla, anatomista, patologo e medico italiano († 1800)
- 16 aprile - Joseph Black, chimico e medico scozzese († 1799)
- 16 aprile - Jean-Baptiste Nicolet, attore teatrale e direttore teatrale francese († 1796)
- 19 aprile - Francesco Albergati Capacelli, scrittore, politico e commediografo italiano († 1804)
- 23 aprile - Samuel Wallis, navigatore inglese († 1795)
- 28 aprile - Angelo Fumagalli, abate e storico italiano († 1804)

## Maggio(7)
- 7 maggio - Maria Cristina de Rouvroy, nobile francese († 1774)
- 11 maggio - Pierre Gaviniès, violinista e compositore francese († 1800)
- 16 maggio - Louis-Simon Lempereur, incisore francese († 1807)
- 16 maggio - Johann Andreas Stein, artigiano tedesco († 1792)
- 26 maggio - Filippo Lopez y Royo, arcivescovo cattolico italiano († 1811)
- 27 maggio - Gaetano Bonanno, vescovo cattolico italiano († 1806)
- 28 maggio - Maria Angela Ardinghelli, fisica e traduttrice italiana († 1825)

## Giugno(5)
- 4 giugno - Teresa di Brunswick-Wolfenbüttel, nobile tedesca († 1778)
- 12 giugno - Maria Luisa Giuseppa Vanot, religiosa francese († 1794)
- 25 giugno - Shah 'Alam II, imperatore indiano († 1806)
- 27 giugno - Giambattista Toderini, abate, scrittore e filosofo italiano († 1799)
- 27 giugno - Carlo Giovanni Battista di Dietrichstein, nobile e alchimista boemo († 1808)

## Luglio(6)
- 1º luglio - Nicolas Guy Brenet, pittore francese († 1792)
- 3 luglio - Robert Adam, architetto scozzese († 1792)
- 5 luglio - Joseph Marie Blaise Coulomb, ingegnere francese († 1803)
- 18 luglio - Pietro Arduino, agronomo, botanico e naturalista italiano († 1805)
- 20 luglio - Maria Francesca di Monaco, principessa monegasca († 1743)
- 31 luglio - Michele Stratico, compositore e violinista italiano

## Agosto(9)
- 1º agosto - Edward Augustus Holyoke, medico e scienziato statunitense († 1829)
- 10 agosto - Giulio Lorenzo Selvaggio, giurista e archeologo italiano († 1772)
- 12 agosto - Agostino Penna, scultore italiano († 1800)
- 23 agosto - Gaetano II Sforza Cesarini, V principe di Genzano, principe e presbitero italiano († 1776)
- 24 agosto - Whitehead Hicks, politico e avvocato statunitense († 1780)
- 26 agosto - Johann Heinrich Lambert, filosofo, matematico e fisico svizzero († 1777)
- 28 agosto - Antonio Lanza, vescovo cattolico italiano († 1775)
- 28 agosto - John Stark, generale statunitense († 1822)
- 29 agosto - Maria Anna Sofia di Sassonia († 1797)

## Settembre(5)
- 3 settembre - Matthew Boulton, imprenditore britannico († 1809)
- 18 settembre - Richard Mique, architetto francese († 1794)
- 20 settembre - Nicolò Angelo Sagredo, arcivescovo cattolico italiano († 1804)
- 23 settembre - Carlo Allioni, botanico e medico italiano († 1804)
- 29 settembre - Charles Cadogan, I conte Cadogan, nobile e politico inglese († 1807)

## Ottobre(7)
- 5 ottobre - Cavaliere d'Éon, diplomatico, nobile e agente segreto francese († 1810)
- 11 ottobre - Karl Ernst von Biron, nobile († 1801)
- 13 ottobre - Guillaume Le Trosne, economista francese († 1780)
- 14 ottobre - Ubaldo Gandolfi, pittore italiano († 1781)
- 19 ottobre - Mercy Otis Warren, scrittrice e patriota statunitense († 1814)
- 21 ottobre - José Moñino y Redondo, conte di Floridablanca, politico spagnolo († 1808)
- 27 ottobre - James Cook, esploratore, navigatore e cartografo britannico († 1779)

## Novembre(8)
- 2 novembre - Antoine-Eléonore-Léon Le Clerc de Juigné, arcivescovo cattolico francese († 1811)
- 4 novembre - Giovanna Guglielmina di Anhalt-Köthen, nobildonna tedesca († 1786)
- 4 novembre - Francesco Maria Gianni, storico, economista e politico italiano († 1821)
- 5 novembre - Franz Xaver von Wulfen, botanico, geologo e alpinista austriaco († 1805)
- 9 novembre - Fernando Spinelli, cardinale italiano († 1795)
- 22 novembre - Carlo Federico di Baden, sovrano tedesco († 1811)
- 23 novembre - Gennaro Clemente Francone, arcivescovo cattolico italiano († 1799)
- 29 novembre - Johann Gerhard Koenig, medico e botanico tedesco († 1785)

## Dicembre(12)
- 2 dicembre - Ferdinando Galiani, economista italiano († 1787)
- 6 dicembre - Angelico Benincasa, arcivescovo cattolico e religioso italiano († 1815)
- 8 dicembre - Johann Georg Ritter von Zimmermann, filosofo, naturalista e medico svizzero († 1795)
- 9 dicembre - Pietro Alessandro Guglielmi, compositore italiano († 1804)
- 12 dicembre - Pietro Verri, nobile, filosofo e economista italiano († 1797)
- 13 dicembre - Ambroise-Augustin Chevreux, religioso, abate e presbitero francese († 1792)
- 16 dicembre - Gaspare Turbini, architetto e religioso italiano († 1801)
- 21 dicembre - Hermann Friedrich Raupach, compositore e clavicembalista tedesco († 1788)
- 22 dicembre - Paolo Patrizio Fava Ghisilieri, arcivescovo cattolico italiano († 1822)
- 25 dicembre - Vittorio Amedeo Cigna-Santi, poeta e librettista italiano († 1799)
- 25 dicembre - Johann Adam Hiller, compositore tedesco († 1804)
- 26 dicembre - Federico Maria Giovanelli, patriarca cattolico italiano († 1800)

## Senza giorno specificato(24)
- Ali Bey Al-Kabir, sultano egiziano († 1773)
- Gaetano Alemani, pittore e scenografo italiano († 1782)
- Karl Blank, architetto russo († 1793)
- Ange-Mathieu Bonelli, politico e militare italiano († 1796)
- Gabriele Brunelli, botanico e naturalista italiano († 1797)
- Stefano Catani, pittore italiano († 1795)
- Antonio Cavallero, musicista e compositore spagnolo
- Nicolas de Fassin, pittore belga († 1811)
- Carlo Galli da Bibbiena, architetto, scenografo e pittore austriaco († 1787)
- Alexander Gerard, filosofo scozzese († 1795)
- Gaetano Guadagni, cantante castrato italiano († 1792)
- Tommaso Guarducci, cantante castrato italiano († 1803)
- Nicholas Herkimer, generale statunitense († 1777)
- Pëtr Kuz'mič Krenicyn, navigatore e esploratore russo († 1770)
- Krishnaraja Wodeyar II, indiano († 1766)
- Charles Mason, astronomo britannico († 1786)
- Robert Carter Nicholas, politico statunitense († 1780)
- Giuseppe Salerno, medico e anatomista italiano († 1792)
- Roger Vandercruse Lacroix, ebanista francese († 1799)
- Carl Philipp von Venningen, nobile, politico e giudice tedesco († 1797)
- Giuseppe Viscovich, militare italiano († 1804)
- Fulgenzio Vitman, abate e botanico tedesco († 1806)
- John Wilkinson, ingegnere inglese († 1808)
- Giovanni Battista Zonca, basso italiano († 1809)